# Vinette (rivière)
Pour les articles homonymes, voir Vinette.
Pour un article plus général, voir Réseau hydrographique d'Eure-et-Loir.
La Vinette est une rivière du département français d'Eure-et-Loir, affluent en rive gauche de la Cloche, sous-affluent de la Loire par l'Huisne, la Sarthe et la Maine.

## Communes traversées
De sa source à sa confluence avec la Cloche, la Vinette parcourt 6,5 km et traverse du sud au nord, puis d'est en ouest, 3 communes.
D'amont en aval :
- Coudreceau ;
- Saint-Denis-d'Authou ;
- Marolles-les-Buis.